# 刘续 (北汉)
刘续（?—?），中國五代十國時代人物，北汉末代皇帝刘继元的儿子。
北汉广运五年（宋太宗太平兴国三年，辽景宗保宁十年）978年正月，北汉王朝（首都太原）皇帝刘继元派遣他的儿子刘续到辽朝（首都上京临潢府——今内蒙古巴林左旗南）充当人质，同时用重金赠送辽朝请求支援。次年，北汉被北宋所灭。刘续下落不详，刘继元还有一个儿子刘守节。